# Henley-in-Arden
Henley-in-Arden ist eine Stadt und eine Verwaltungseinheit im District Stratford-on-Avon in der Grafschaft Warwickshire, England. Henley-in-Arden ist 13 km von Warwick entfernt. Im Jahr 2001 hatte sie 2797 Einwohner.